# Teyrisaari (ö i Norra Karelen)
Teyrisaari är en ö i Finland. Den ligger i sjön Höytiäinen och i kommunerna Kontiolax och Polvijärvi och landskapet Norra Karelen, i den sydöstra delen av landet, 400 km nordost om huvudstaden Helsingfors. Öns största längd är 7 kilometer i sydöst-nordvästlig riktning.